# Onani
Onani (en sard, Onanie) és un municipi italià, dins de la província de Nuoro. L'any 2007 tenia 473 habitants. Es troba a la regió de Barbagia di Nuoro Limita amb els municipis de Bitti, Lodè i Lula. Al seu territori municipal hi havia la colònia penal de Mamone.

## Administració
| Període | Identitat    | Partit        |
| ------- | ------------ | ------------- |
| 2005-   | Fausto Goddi | Llista Cívica |